# Nicolas de Bonneville
Nicolas de Bonneville (* 13. März 1760 in Évreux; † 9. November 1828 in Paris) war ein französischer Publizist und Schriftsteller.

## Leben
Nicolas de Bonneville studierte in Paris eifrig fremdländische Literatur und machte sich besonders als maßgeblicher Vermittler der Kenntnis deutscher Literatur in Frankreich vor Madame de Staël verdient, indem er mit einem in Paris lebenden Deutschen namens Friedell deutsche Theaterstücke im Nouveau théâtre allemand (12 Bde., Paris 1782–85) übersetzte, ferner eine Choix de petits romans tirés de l’allemand (1786) herausgab. Daneben half er Pierre Letourneur bei der Übersetzung von Werken Shakespeares; auch übertrug er solche von Thomas Paine, u. a. De l’origine de la franc-maçonnerie (1812). In L’année 1789 ou les tribuns du peuple (1790) lieferte er eine Parodie auf Racines Tragödie Esther.
Bei einem Aufenthalt in England 1786 erwachte in Bonneville, der dort in die Freimaurerei eingeführt wurde, das Interesse an der Politik, das durch die bald danach ausbrechende Französische Revolution noch gesteigert wurde. Er stiftete 1790 mit dem Abbé Fauchet den Cercle social und gab erst den Tribun du peuple („Volkstribun“), dann von Oktober 1790 bis Juli 1791 die kosmopolitisch-freimaurerische Zeitung La bouche de fer heraus. Auch wurde er Distriktspräsident und soll als solcher die Bildung der Nationalgarde veranlasst haben. Bei aller Freisinnigkeit sprach er sich doch gegen die Gewaltmaßregeln der damaligen Machthaber aus, so in seinen Poésies (Paris 1793), in denen er sich die Septembermassaker zu brandmarken nicht scheute. Wegen seiner Parteinahme für die Girondisten wurde er nach deren Sturz eingekerkert, aber nach dem 9. Thermidor (27. Juli 1794) wieder freigelassen. Danach gehörte er zu den Gemäßigten, kam aber wegen eines Vergleichs Napoleons I. mit Cromwell wieder ins Gefängnis und ein Teil seines Vermögens wurde beschlagnahmt. Auch nach seiner Freilassung blieb er lange unter polizeilicher Aufsicht. Er starb in großer Dürftigkeit am 9. November 1828 im Alter von 68 Jahren in Paris.

## Weitere Werke
- Les Jésuites chasses de la franc-maçonnerie et leur poignard brisés par les maçons, 2 Teile, 1788
- Histoire de l’Europe moderne : depuis l’irruption des peuples du Nord dans l’empire Romain jusqu’à la paix de 1783, 3 Bde., Genf 1789–92
- De l’esprit des religions, 2 Teile, Paris 1792 (hier vertritt der Autor kommunistische Ideale)
- Le nouveau code conjugal établi sur les bases de la Constitution, 1792 (nur der 1. von 3 Teilen erschienen)